# Cleome anomala
Cleome anomala är en paradisblomsterväxtart som beskrevs av Carl Sigismund Kunth. Cleome anomala ingår i släktet paradisblomstersläktet, och familjen paradisblomsterväxter. Inga underarter finns listade i Catalogue of Life.